# Napoléon-Henri Reber

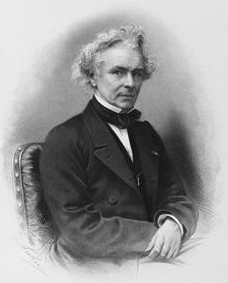
Napoléon-Henri Reber (ca. 1865)

Henri Reber (* 21. Oktober 1807 in Mülhausen/Elsass; † 24. November 1880 in Paris) war ein französischer Komponist, Musiktheoretiker und Pädagoge.

## Leben
Henri Reber, Sohn einer Elsässer Industriellenfamilie, war ursprünglich für den Kaufmannsstand bestimmt, ging dann aber zur Musik über und wurde Schüler von Antonín Rejcha und Jean-François Lesueur am Pariser Konservatorium. Hier unterrichtete er seit 1851 Harmonielehre und seit 1862 Komposition.
Reber komponierte fünf Opern (u. a. La nuit de Noël, Le père Gaillard, Les papillotes de Mr. Benoist, Les dames capitaines) und das Ballett Der verliebte Teufel, vier Sinfonien und eine Orchestersuite, die Kantate Roland, kammermusikalische Werke, Lieder, Vokalisen, Chöre und geistliche Vokalmusik.
Reber wurde 1853 in die Académie des Beaux-Arts, an Stelle des verstorbenen George Onslow aufgenommen. Nach seinem Tod wurde Reber auf dem Pariser Friedhof Père-Lachaise (Division 55) beigesetzt.
Frédéric Chopin schätzte Reber wegen seines formalen Klassizismus, der ein Erbe der Wiener Schule war. Chopins Schüler Carl Filtsch, Karol von Mikuli, Thomas Dyke Acland Tellefsen, Madame Camille Dubois-O‘Meara (1828–1907) und Joseph Schiffmacher (1827–1888) wurden von Reber in Komposition unterrichtet. Reber instrumentierte den Trauermarsch aus Chopins Sonate b-Moll opus 35 für Chopins Trauerfeier in der Kirche La Madeleine in Paris am 30. Oktober 1849.